# Pascal Perrault
Pascal Perrault (Parigi, 1959) è un giocatore di poker francese.
Il suo miglior risultato ottenuto all'European Poker Tour è il 1º posto nella stagione 2004/2005 all'evento di Vienna (guadagno: 184500 €).